# Mo Farah
Sir Mohamed Muktar Jama „Mo“ Farah, CBE (* 23. März 1983 bei Gabiley, Somalia als Hussein Abdi Kahin) ist ein ehemaliger britischer Leichtathlet. Der Langstreckenläufer wurde 2012 Doppelolympiasieger über 5000 und 10.000 Meter, 2016 wiederholte er diese Erfolge in Rio de Janeiro. Zudem errang er bislang sechs Welt- und fünf Europameistertitel im Freien und zwei Europameistertitel in der Halle. Damit ist er einer der erfolgreichsten Leichtathleten.

## Sportliche Laufbahn
Mo Farah besuchte das Feltham Community College, wo sein Talent von seinem Sportlehrer Alan Watkinson erkannt wurde. Farah zeichnete sich im Fußball und Speerwurf aus, aber bald wurde es offensichtlich, dass sein eigentliches Talent das Laufen war. Fünf Jahre hintereinander wurde er englischer Schulmeister im Crosslauf, und 2001 wurde er in dieser Disziplin europäischer Junioren-Vizemeister.
Seinen Durchbruch hatte der Langstreckenläufer in der Saison 2006, als er die 5000 Meter in 13:09,40 min lief und damit in der britischen ewigen Bestenliste den zweiten Platz hinter David Moorcroft belegte. Einen Monat später gewann er über diese Distanz Silber bei den Europameisterschaften in Göteborg, und zum Abschluss der Saison wurde er bei den Crosslauf-Europameisterschaften in San Giorgio su Legnano europäischer Meister.
2007 wurde er über 5000 Meter Sechster bei den Weltmeisterschaften in Ōsaka. Bei den Hallenweltmeisterschaften 2008 in Valencia wurde er Sechster im 3000-Meter-Lauf, bei den Olympischen Spielen in Peking schied er jedoch im Vorlauf über 5000 Meter aus.

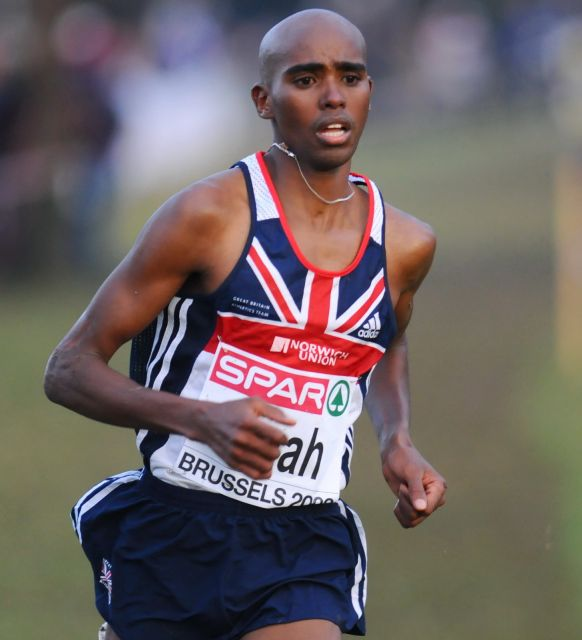
Mo Farah bei den Crosslauf-Europameisterschaften 2008

Im Winter war er in Hochform. Im Dezember 2008 gewann er bei den Crosslauf-Europameisterschaften in Brüssel Silber, im Februar 2009 stellte er einen britischen Hallenrekord über 3000 Meter auf, den Steve Cram als die „beste Leistung eines britischen Langstreckenläufers seit einer Generation“ bezeichnete, und im März wurde er Hallen-Europameister über dieselbe Distanz.
Bei den Weltmeisterschaften in Berlin wurde er Siebter über 5000 Meter. Zwei Monate später siegte er beim Great South Run über zehn Meilen in 46:25 min und ist damit der drittschnellste Brite aller Zeiten über diese Distanz.
Zum Saisonabschluss folgte eine weitere Silbermedaille bei den Crosslauf-Europameisterschaften in Dublin. Bei den Europameisterschaften 2010 in Barcelona siegte er als Favorit über 10.000 Meter. Vier Tage später konnte er auch den 5000-Meter-Lauf gewinnen.
2011 triumphierte er beim New-York-City-Halbmarathon und verbesserte beim Diamond-League-Meeting in Eugene (USA) den Europarekord über 10.000 Meter um über fünf Sekunden auf 26:46,57 min. Bei den Weltmeisterschaften in Daegu gewann er die Silbermedaille über 10.000 Meter und die Goldmedaille über 5000 Meter.
2012 wurde er bei den Hallenweltmeisterschaften in Istanbul Vierter über 3000 Meter und verteidigte bei den Europameisterschaften in Helsinki seinen Titel über 5000 Meter. Bei den Olympischen Spielen 2012 in London gewann er über 5000 und 10.000 Meter die Goldmedaille. Sein Zieleinlauf wurde Ausgangspunkt des Internet-Phänomens Mo Farah Running Away From Things.
Am 19. Juli 2013 verbesserte Farah beim Diamond League Meeting in Monaco über 1500 Meter als Zweiter hinter Asbel Kiprop den 16 Jahre alten Europarekord des Spaniers Fermín Cacho auf 3:28,81 min.
Eine Woche später stellte er mit 7:36,85 min in London eine neue persönliche Bestleistung über die 3000-Meter-Distanz auf.
Am 13. April 2014 gab Farah sein Debüt im Marathon beim heimischen London-Marathon und wurde in einer Zeit von 2:08:21 h Achter. Bei den Europameisterschaften 2014 in Zürich holte er erneut Gold über 5000 und 10.000 Meter.
Am 7. September 2014 gewann er den Great North Run mit britischem Halbmarathonrekord von 60:01 min, den er im Folgejahr nochmals unterbot. 2015 gewann er bei den Weltmeisterschaften in Peking wie zuvor bei Olympia 2012, den Weltmeisterschaften 2013 in Moskau und den Europameisterschaften 2014 die Titel über 5000 und 10.000 Meter.
Bei den Olympischen Spielen 2016 in Rio de Janeiro gewann er über 10.000 Meter die Goldmedaille.
Mit dem nachfolgenden Sieg über 5000 Meter verteidigte er sein „Langstrecken-Double“, was zuvor nur dem Finnen Lasse Virén 1972 und 1976 gelungen war.
2017 wurde Farah als Knight Bachelor („Sir“) in den Adelsstand erhoben. Bei den Weltmeisterschaften 2017 in London gelang ihm am 5. August der erneute Sieg über 10.000 Meter mit der neuen Weltjahresbestzeit von 26:49,51 min.
Im September gewann er den Great North Run zum vierten Mal in Folge.
Nach den Weltmeisterschaften 2017 verließ er das Nike Oregon Project, dem er seit 2011 angehörte.
Beim London-Marathon im April 2018 gelang es ihm in 2:06:21 h, den anvisierten britischen Rekord zu unterbieten.
Sechs Monate später gewann er den Chicago-Marathon mit neuem Europarekord von 2:05:11 h.
Nachdem bedingt durch die COVID-19-Pandemie die Saison 2020 von zahlreichen Wettbewerbsabsagen und einer Verschiebung der Olympischen Spiele in Tokio um ein Jahr geprägt war, gelang Farah am 4. September 2020 beim Diamond-League-Meeting in Brüssel ein Weltrekord im Stundenlauf. Er lief 21.330 Meter und übertraf die bisherige Rekordmarke des Äthiopiers Haile Gebrselassie um 45 Meter und den Europarekord des Niederländers Jos Hermens (20.944 Meter) aus dem Jahr 1976 gar um 386 Meter, was fast einer ganzen Bahnrunde entspricht.
Im September 2023 beendet er seine Karriere beim Great North Run in England. Eine Laufzeit von 63:28 Minuten brachte den sechsfachen Rekord-Sieger, der diesen Wettbewerb zwischen 2014 und 2019 in Serie gewonnen hatte, noch einmal zum Karriereabschluss auf Platz vier des traditionsreichen Halbmarathons.
Farah lebt in Twickenham und wurde jahrelang von Alan Storey trainiert. Er startete für die Newham & Essex Beagles.

## USADA-Befragung
Am Montag, 24. Februar 2020, zitierte die BBC-Sendung Panorama aus einem Protokoll einer Befragung Farahs durch die US-amerikanische Anti-Doping-Agentur (USADA), dass dieser dreimal gefragt worden war, ob ihm 2014 vor seinem Debüt beim London-Marathon der Wirkstoff L-Carnitin verabreicht wurde, was Farah jeweils bestritt.
Die Befragung ist Teil der Ermittlungen, welche letztlich zur Sperre von Farahs ehemaligem Trainer Alberto Salazar und der Auflösung der Laufgruppe Nike Oregon Project führte.
Wenige Minuten nach der Befragung kehrte Farah jedoch zurück und bestätigte plötzlich die Benutzung von L-Carnitin vor seinem Marathondebüt. Der Wirkstoff L-Carnitin gilt zwar als leistungssteigernd, bis zur Gabe von 50 Millilitern innerhalb von sechs Stunden aber nicht als Doping.
Bereits am Samstag, 22. Februar, hatte Farah eine Lüge zugegeben, denn er hatte bei einer Pressekonferenz während der Olympischen Spiele 2016 behauptet, dass er den wegen Dopings verdächtigen Jama Aden nicht kenne und ein Foto mit ihm damit abgetan, dass er oft mit Fans für Selfies posiere.
Nun gab er zu, dass er Aden seit Jahren kenne, weil beide aus Somalia stammen. Gegen Aden ermittelt die USADA und die spanische Polizei, nachdem bei einer Razzia eines von ihm organisierten Trainingslagers 2016 Dopingmittel gefunden wurden.

## Familie, Einreise nach Großbritannien und Identitätsdiebstahl
Früher gab Mohamed Farah an, am 23. März 1983 in Mogadischu, der Hauptstadt Somalias, geboren worden zu sein. Als Achtjähriger seien seine zwei älteren Brüder und er aufgrund einer Entscheidung beider Eltern nach England geschickt worden, wo angeblich sein Vater schon lebte. Dadurch sei er von seinem Zwillingsbruder Hassan getrennt worden, der heute noch in Somalia lebt. Über Dschibuti gelangten die drei Jugendlichen laut dieser Darstellung 1993 nach London.
2022 produzierten BBC und Red Bull Studios die Dokumentation „The Real Mo Farah“, in der Mo Farah erstmals seine wahre Lebensgeschichte offenbarte. Er gab an, ursprünglich in Somaliland als Hussein Abdi Kahin geboren zu sein. Seine Eltern seien – anders als früher behauptet – nie in Großbritannien gewesen. Vielmehr sei sein Vater während des Somalischen Bürgerkriegs ums Leben gekommen, im Alter von acht oder neun Jahren wurde Farah von seiner Mutter getrennt. In Dschibuti sei er statt von Verwandten von einer Menschenhändlerin empfangen worden. Unter dem falschen Namen Mohamed Farah sei er schließlich illegal in das Vereinigte Königreich eingeschleust worden. Der Kontakt zu seinen Verwandten sei ihm verboten, der Schulbesuch zunächst verwehrt, Farah als De-facto-Hausangestellter ausgenutzt worden. Nachdem er sich seinem Sportlehrer Alan Watkinson anvertraute, wurde Farah von der Jugendhilfe einer Familie als Pflegekind vermittelt.
Kahin behielt die falsche Identität als „Mo Farah“ laut eigenen Angaben, da er keine echten Identitätspapiere besaß. Obwohl ihm durch die falschen Angaben der Verlust der 2000 verliehenen britischen Staatsbürgerschaft drohe, habe das britische Home Office laut der Nachrichtenagentur PA (Press Association) zu erkennen gegeben, dass er wohl keine Konsequenzen zu fürchten habe.
Im August 2012 wurde Mo Farah Vater von Zwillingsmädchen. Seine Frau Tania, die er 2010 geheiratet hatte, brachte eine weitere Tochter mit in die Beziehung.

## Trivia

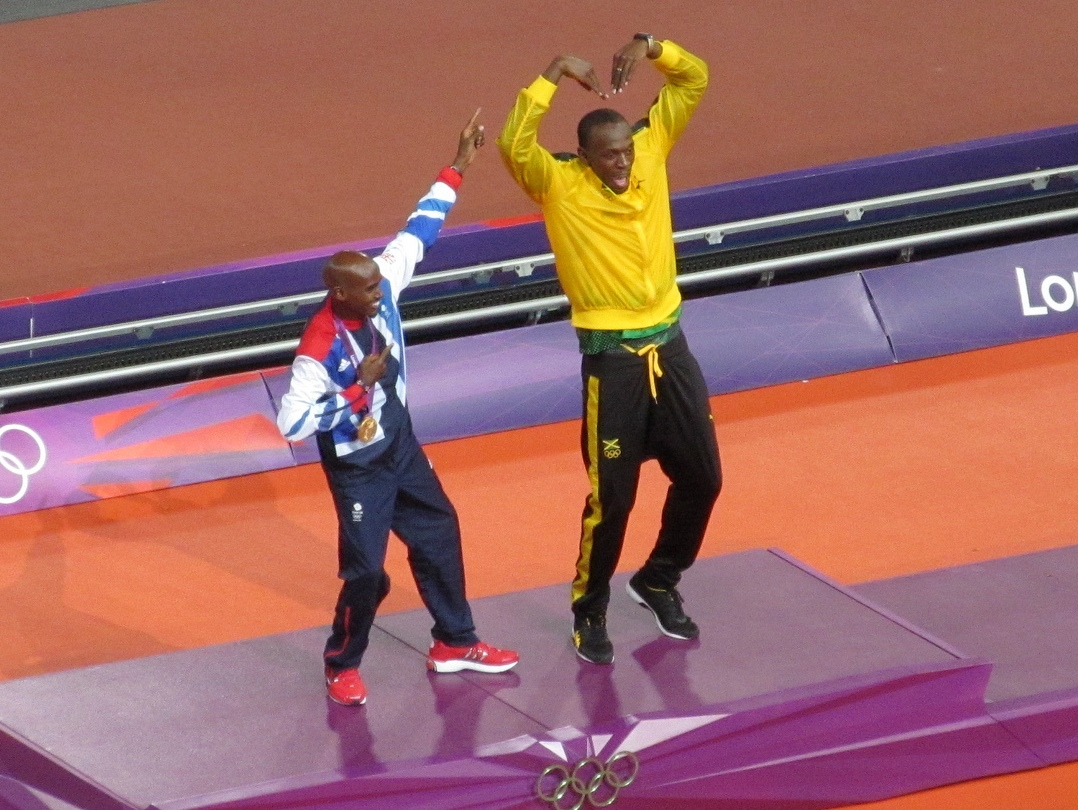
Usain Bolt (r.) und Farah mit der Pose des jeweils anderen

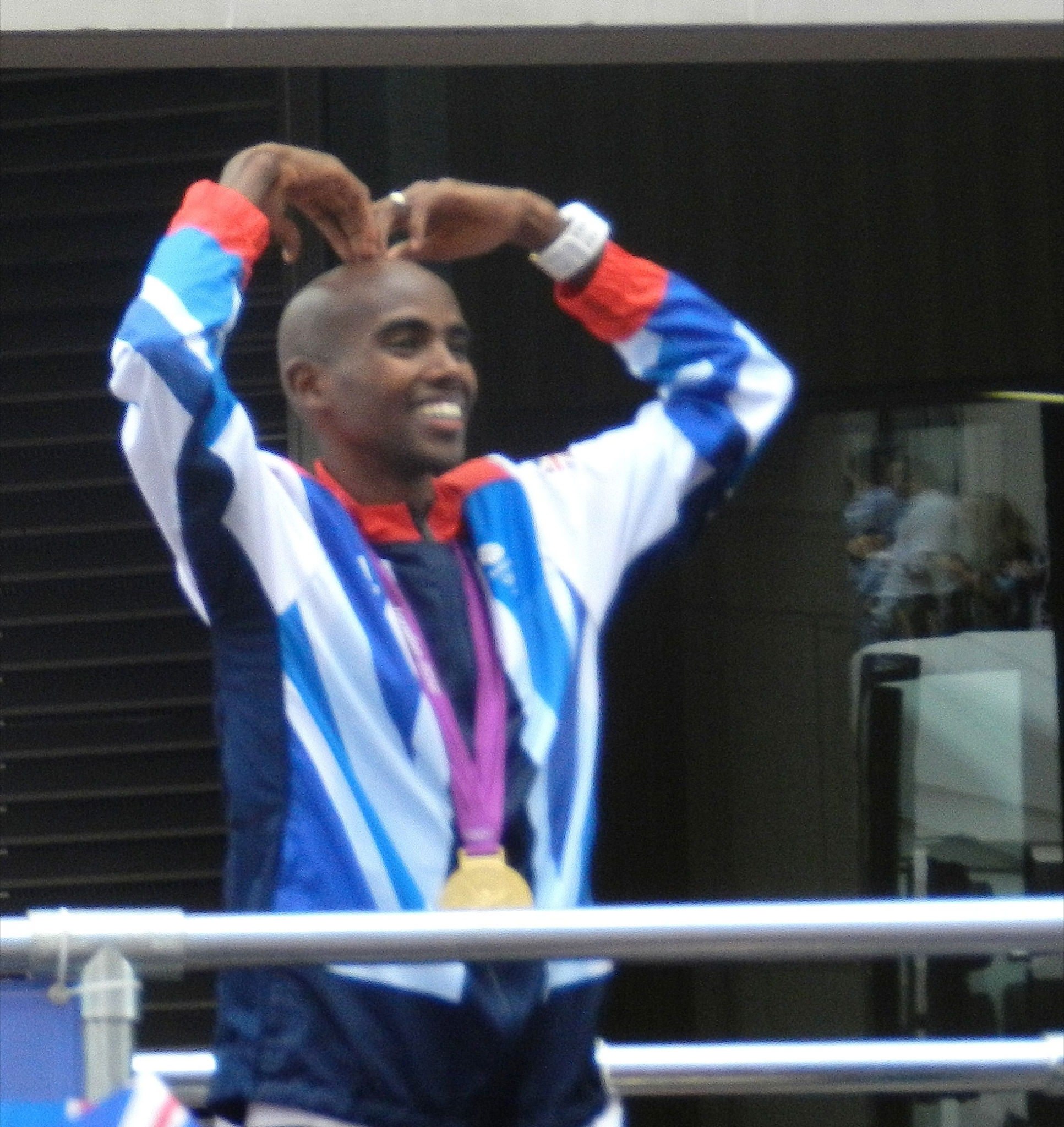
Der Mobot

Am 14. Juli 2012 gewann Farah als erster Kandidat 250.000 Britische Pfund in der Game-Show The Cube. Das Geld erhält die von ihm gegründete Mo Farah Foundation.
Im Jahr 2020 nahm er am TV-Format I’m a Celebrity … Get Me Out of Here!,
der originalen Version von Ich bin ein Star – Holt mich hier raus!, teil, wofür er insgesamt 300.000 britische Pfund erhielt.
Im Dezember 2024 hatte Farah in einer Weihnachts-Spezialfolge der britischen Version von The Masked Singer einen Gastauftritt als Little Joel. In der ersten Folge der sechsten Staffel wurde er demaskiert und war anschließend Gastmitglied im Rateteam.
Ähnlich wie Usain Bolt hat Farah eine eigene Pose entwickelt, den sogenannten Mobot, bei dem die Fingerspitzen beider Hände von der Seite auf den Kopf gelegt werden und so ein imaginäres M bilden. Um für seine Stiftung zu werben, wurde daraus ein Tanz entwickelt.

## Persönliche Bestzeiten
| Strecke           | Zeit         | Datum         | Ort                   |
| ----------------- | ------------ | ------------- | --------------------- |
| 800 m             | 1:48,24 min  | 4. Juli 2008  | Lugano                |
| 1500 m            | 3:28,81 min  | 19. Juli 2013 | Monaco                |
| 1500 m (Halle)    | 3:39,03 min  | 28. Jan. 2012 | Glasgow               |
| Meile             | 3:56,49 min  | 6. Aug. 2005  | London                |
| 2000 m            | 5:06,34 min  | 9. März 2006  | Melbourne             |
| 3000 m            | 7:32,62 min  | 5. Juni 2016  | Birmingham            |
| 3000 m (Halle)    | 7:33,1 min   | 21. Feb. 2015 | Birmingham            |
| 5000 m            | 12:53,11 min | 22. Juli 2011 | Monaco                |
| 10.000 m          | 26:46,57 min | 3. Juni 2011  | Eugene (Europarekord) |
| 10-km-Straßenlauf | 27:44 min    | 31. Mai 2010  | London                |
| Halbmarathon      | 59:32 min    | 22. März 2015 | Lissabon              |
| Stundenlauf       | 21,330 km    | 4. Sep. 2020  | Brüssel (Weltrekord)  |
| Marathon          | 2:05:11 h    | 7. Okt. 2018  | Chicago               |